# Lindenhof (Zwickau)

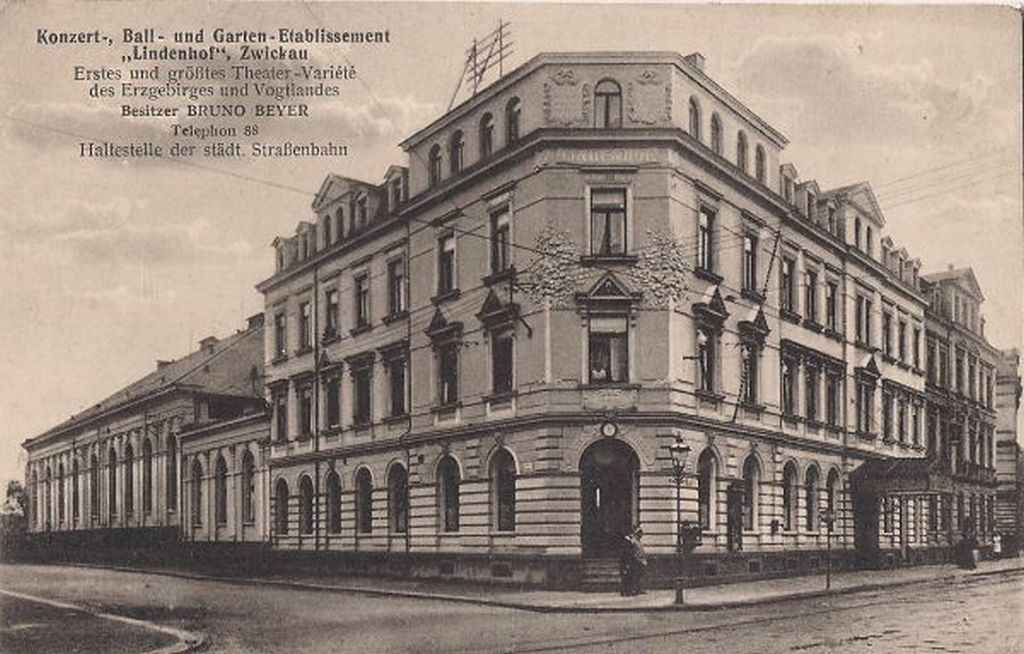
Die Gebäude von außen (ca. 1918)

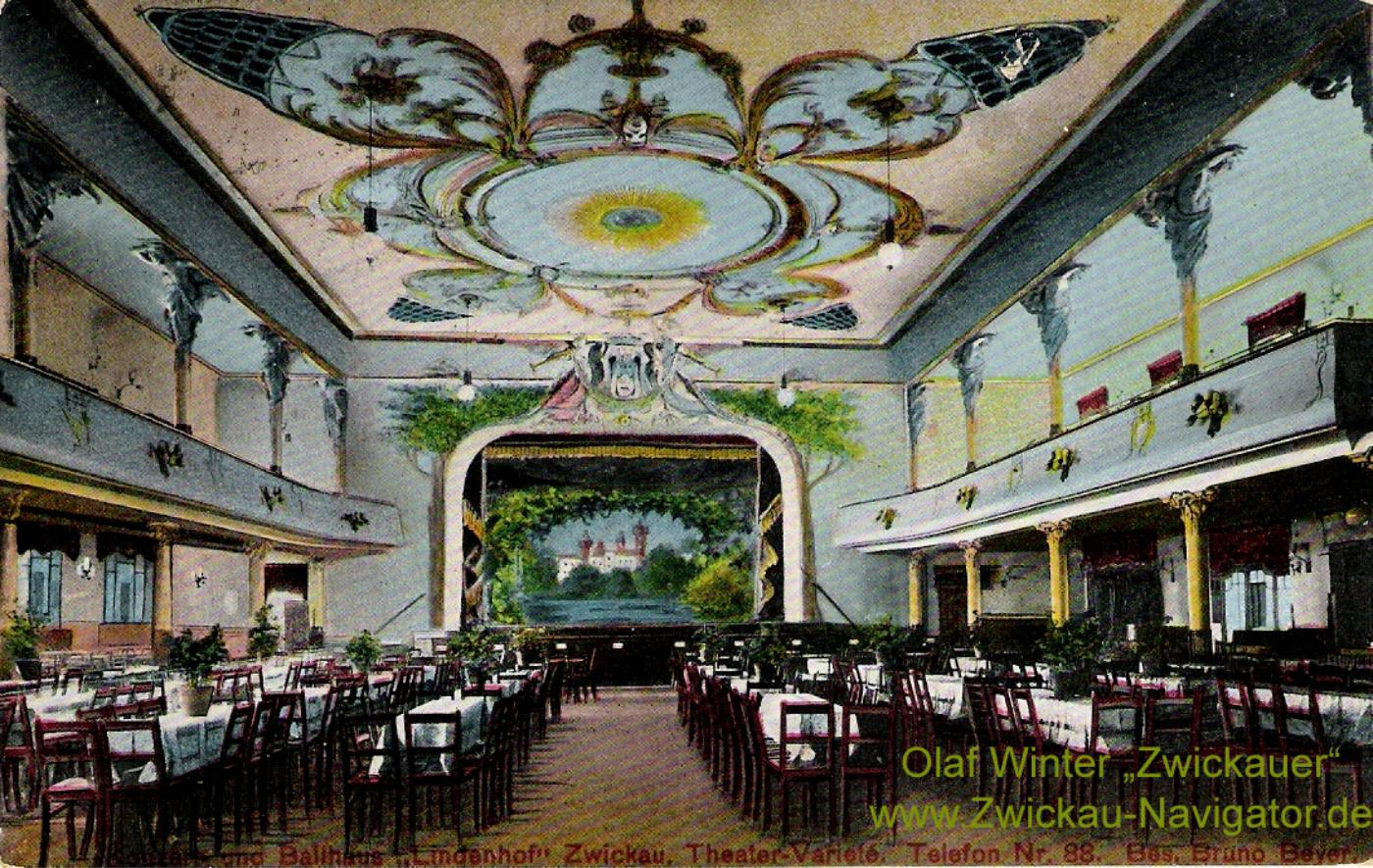
Der Saal von innen (ca. 1910)

Der Lindenhof im Zwickauer Stadtteil Marienthal war das bedeutendste Varieté Sachsens. Das Haus wurde 1893 während der Belle Epoque im Jugendstil errichtet und besaß einen in diesem Stil reichhaltig ausgestatteten Saal. 2003 wurde das Bauwerk abgerissen.

## Beschreibung
Das Zwickauer Groß-Varieté „Lindenhof“ hatte 1500 Sitzplätze. Dem großen Vorbild Moulin Rouge folgend, servierte man den Gästen während der Vorstellung an den Einzeltischen im Parkett Speisen und Getränke. Conférenciers und Nummerngirls führten durch das Programm. Von seiner Bedeutung her war das Haus auf Augenhöhe mit dem Friedrichstadtpalast in Berlin, dem Kristallpalast in Magdeburg oder dem Steintor-Varieté in Halle (Saale). Zu den Vorstellungen rund um die Woche kamen Gäste aus Südwestsachsen und den umliegenden Bezirken. Die Reisebusse der Varieté-Besucher verstopften regelmäßig die Straßen im Umkreis der Einrichtung.

## Geschichte
Das Gebäude-Ensemble ließ August Lemmrich als Grand Ball Etablissement Lindenhof erbauen. Am 7. Oktober 1893 wurde es eröffnet. Der Gastwirt Bruno Beyer kaufte Lemmrich die Einrichtung ab und eröffnete sie am 15. Oktober 1903 neu. Das Haus erwarb sich einen hervorragenden Ruf als Unterhaltungs- und Veranstaltungsstätte. Im Lindenhof gastierten z. B. wandernde Filmtheater; damals eine besondere Attraktion. Vom 30. Juli bis zum 3. August 1909 fand im Lindenhof der XXIV. Kongress der Allgemeinen Radfahrer-Union statt. Bruno Beyer starb bereits 1918.
In den 1920er Jahren ging die Bedeutung des Hauses durch Inflation und Weltwirtschaftskrise zurück. Am 25. Dezember 1934 übernahm Fritz Berger das Etablissement, unter dessen Leitung es internationales Ansehen erlangte. Kurz vor Ende des Zweiten Weltkrieges traf am 19. März 1945 eine US-amerikanische Bombe das Bühnenhaus des Varietés. Nach dem Krieg wurde bereits am 1. September 1945 das Groß-Varieté Lindenhof wieder eröffnet.
In der Nacht vom 2. zum 3. Januar 1946 wurden Bühne und Saal durch Brandstiftung zerstört. Die Neueröffnung nach dem Wiederaufbau unter den schwierigen Nachkriegsbedingungen erfolgte am 1. September 1950, wieder unter der Leitung von Fritz Berger. Bis zum Bau der Berliner Mauer erreichte der Lindenhof nahezu die Vorkriegsbedeutung. Neben großen Revues und Bühnenshows fanden Tanzmusikveranstaltungen, Kongresse oder Betriebsveranstaltungen statt. Der berühmte Magier Kalanag ließ auf der Bühne Elefanten verschwinden; Stars wie Lucie Englisch, Peter Igelhoff, Lilian Harvey, Bully Buhlan, NUK, Charlie Rivel, Carl Napp, Lou van Burg, Gerhard Wendland, Renée Franke, Edith Hancke, Eberhard Cohrs u. v. a. m. hatten hier mehrere Auftritte. In den 1960er Jahren fanden hier auch Veranstaltungen im Rahmen des internationalen Robert-Schumann-Wettbewerbs für Klavier und Gesang statt.
Bekanntheitsgrad erlangte auch das LIHO-Orchester unter Leitung von Erwin Pollini. Pollini hatte jüdische Wurzeln; er war der Enkelsohn des bekannten Hamburger Operndirektors Bernhard Pollini (bürgerlicher Name: Baruch Pohl). 1942 wurde Pollini im Lindenhof verhaftet, nachdem ein Abstammungsbescheid vom Reichssippenamt in Berlin eingetroffen war. Im Herbst 1942 aus der Haft entlassen, wurde er nach Chemnitz geschickt und hatte sich bei der Gestapo zu melden. Nach Zwangsarbeit in einer Chemnitzer Lampenfabrik wurde er schließlich nach Auschwitz deportiert. Er konnte aber Anfang 1945 bei einem Häftlingstransport fliehen und nach dem Ende der NS-Herrschaft seine Tätigkeit als Leiter der Lindenhof-Big-Band bis Ende der 1960er Jahre fortsetzen.
Nach dem Mauerbau am 13. August 1961 kamen kaum noch internationale Stars ins Zwickauer Groß-Varieté. Dadurch blieben viele Besucher fern. Durch die Bezirks-Konzert- und Gastspieldirektion Karl-Marx-Stadt wurden die großen Veranstaltungen in das an der Zwickauer Straße gelegene Karl-Marx-Städter Klubhaus Fritz-Heckert umgeleitet und die SED-Bezirkskulturfunktionäre stuften das Groß-Varieté Lindenhof zum Kreiskulturhaus herab.
In der Zeit bis zur Wiedervereinigung hatte das Haus durch die verordnete Herabstufung seine Bedeutung verloren. Der Rückgang auf der Einnahmeseite war dadurch nicht mehr zu kompensieren. Nach der politischen Wende 1989 konnte kein Investor für das Haus gefunden werden. Weil die Stadt keinen finanziellen Spielraum hatte, musste der Lindenhof nach der letzten Vorstellung im Juli 1992, kurz vor dem 100-jährigen Jubiläum des Hauses, geschlossen werden.
Am 19. Januar 2000 wurde das zugehörige Eckhaus Marienthaler Straße/Luisenstraße mit der Gaststätte des Lindenhof abgerissen. 2003 wurde dann auch der Abriss des Varietés angeordnet. Damit verlor Zwickau eines seiner bekanntesten Wahrzeichen. Heute erinnert nur noch die Straßenbahnhaltestelle „Lindenhof“ an der Marienthaler Straße an das Etablissement, denn auf dem Grundstück steht heute ein Supermarkt.